# Synagoge (Mönchsdeggingen)

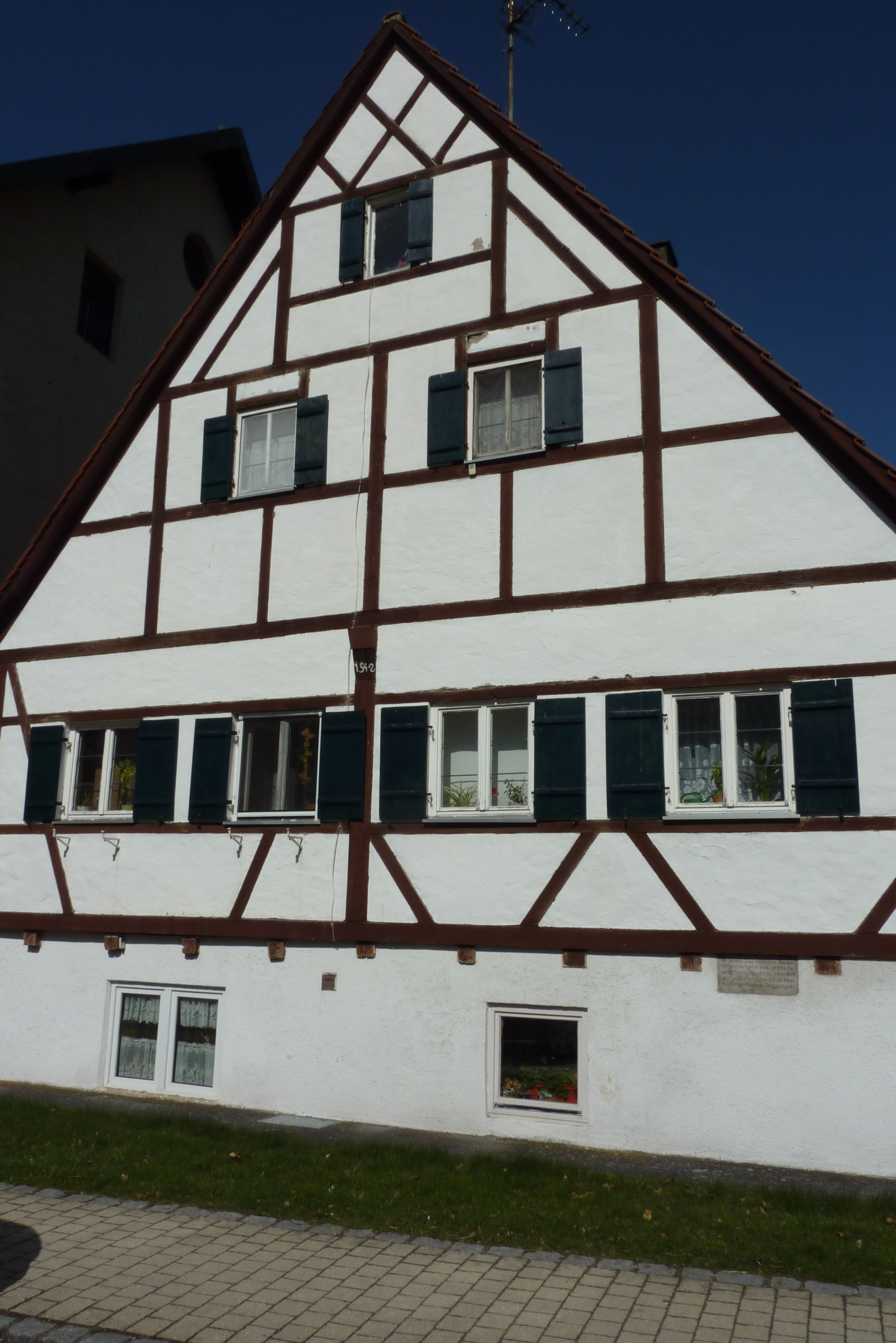
Ehemalige Synagoge in Mönchsdeggingen

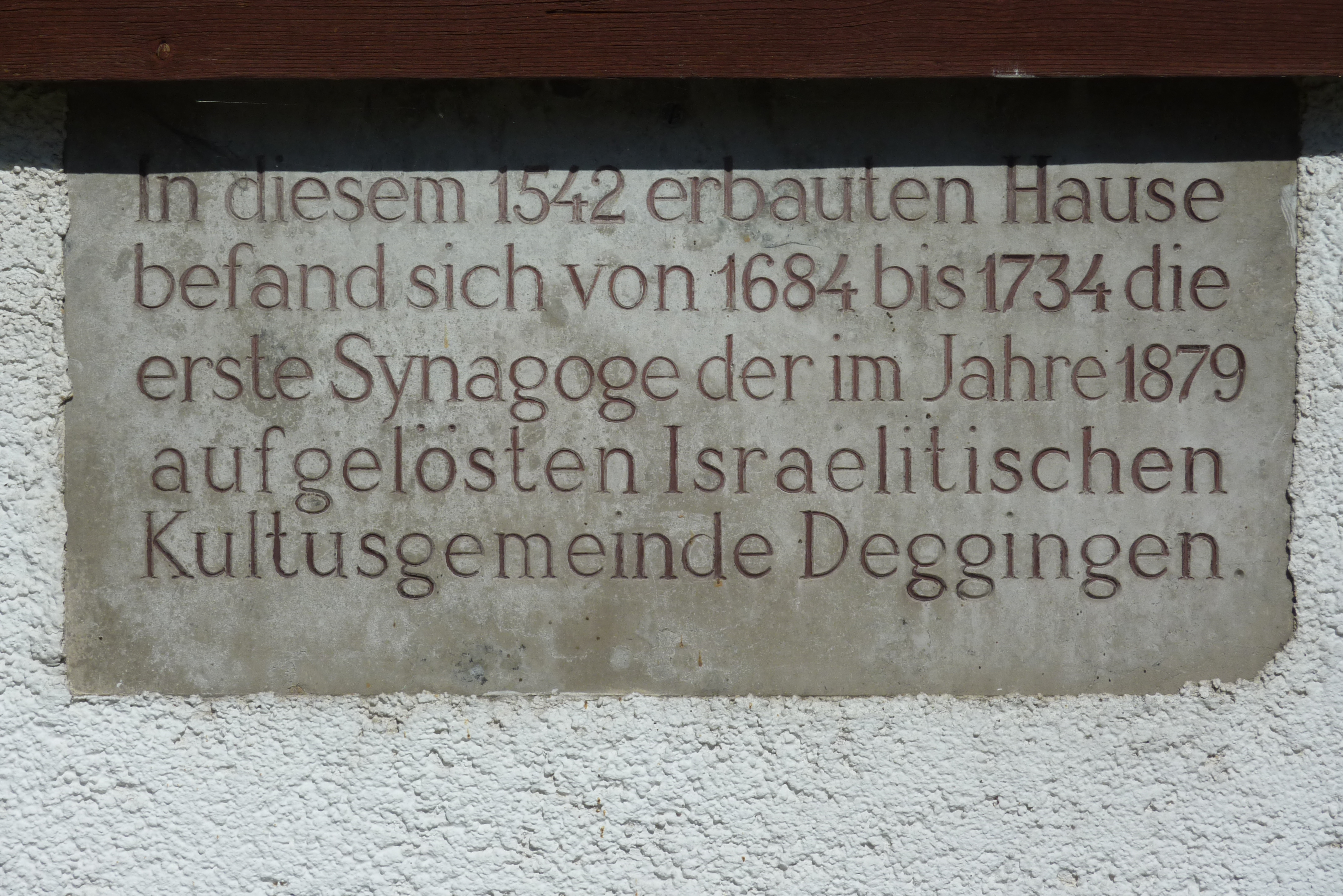
Informationstafel an der ehemaligen Synagoge in Mönchsdeggingen

Die ehemalige Synagoge in Mönchsdeggingen, einer Gemeinde im schwäbischen Landkreis Donau-Ries in Bayern, befindet sich in der Albstraße 20/22.

## Geschichte
Die Jüdische Gemeinde Mönchsdeggingen existierte von 1684 bis 1879. Die jüdische Gemeinde besaß eine erste Synagoge in einem 1542 erbauten Haus, eine zweite von 1734 bis 1828 und von 1828 bis 1879 eine dritte, die an der Stelle der zweiten errichtet wurde.
Lediglich die erste Synagoge existiert heute noch. Das 1542 erbaute Fachwerkhaus dient heute als Wohnhaus.